# Dana Winner

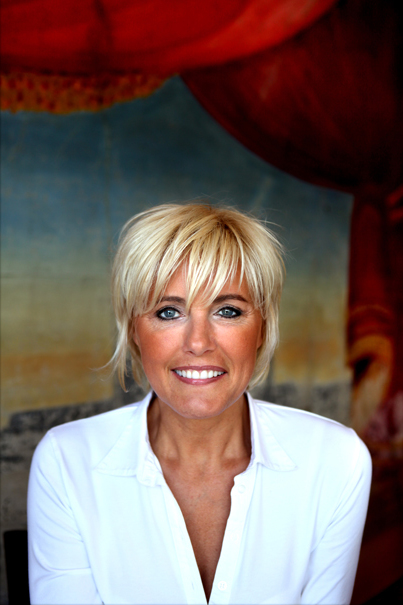
Dana Winner (2009)

Dana Winner (* 10. Februar 1965 in Hasselt, Belgien; eigentlich Chantal Vanlee) ist eine belgische Sängerin.

## Biografie
Unter Leitung des belgischen Musikproduzenten Jean Kluger brachte Dana Winner 1990 ihre erste Single Op het dak van de wereld („Auf dem Dach der Welt“) auf den Markt. Es war eine Coverversion des Hits Top of the World von den Carpenters aus dem Jahre 1973. Der Erfolg stellte sich 1993 mit dem Lied Woordenloos ein. 1995 erreichte sie die bisher beste Platzierung in den niederländischen Top 40 mit dem Lied Westenwind, einer Coverversion des Liedes One Way Wind der Volendamer Band The Cats.
In den 1990er Jahren arbeitete Dana Winner weiter an ihrer Karriere; zuerst hauptsächlich in den Niederlanden, danach immer öfter im Ausland, wie in Deutschland und vor allem in Südafrika. Ende der 1990er Jahre erschienen darum auch Alben in anderen Sprachen. 2006 wurde wieder ein niederländisches Album veröffentlicht – das erste seit 2000.
2016 nahm Dana Winner an der vtm-Sendung Liefde Voor Muziek, der flämischen Variante der niederländischen Show De beste zangers van Nederland, teil.

## Diskografie

### Alben
| Jahr | Titel                   | Höchstplatzierung, Gesamtwochen, AuszeichnungChartsChartplatzierungen (Jahr, Titel, Platzierungen, Wochen, Auszeichnungen, Anmerkungen) | Anmerkungen                              |
| Jahr | Titel                   | BEF | Anmerkungen                              |
| ---- | ----------------------- | --- | ---------------------------------------- |
| 1993 | Regenbogen              | — | Erstveröffentlichung: November 1993      |
| 1995 | Mijn paradijs           | BEF6 ×3Dreifachplatin · (38 Wo.)BEF | Erstveröffentlichung: 14. November 1994  |
| 1995 | Regen van geluk         | BEF1 ×2Doppelplatin · (34 Wo.)BEF | Erstveröffentlichung: 27. Oktober 1994   |
| 1996 | Waar is het gevoel      | BEF2 ×3Dreifachplatin · (47 Wo.)BEF | Erstveröffentlichung: 27. September 1995 |
| 1997 | Geef me je droom        | BEF8 ×2Doppelplatin · (23 Wo.)BEF | Erstveröffentlichung: 27. Oktober 1997   |
| 1997 | Wo Ist das Gefühl       | — | Erstveröffentlichung: 3. November 1997   |
| 1998 | In Love With You        | — |                                          |
| 1999 | Ergens in mijn hart     | BEF1 Platin · (21 Wo.)BEF | Erstveröffentlichung: 22. Januar 1999    |
| 1999 | Mein Weg                | — | Erstveröffentlichung: 15. März 1999      |
| 1999 | Yours Forever           | — |                                          |
| 2000 | Licht en liefde         | BEF11 Platin · (20 Wo.)BEF | Erstveröffentlichung: 3. November 2000   |
| 2001 | Unforgettable           | BEF5 Gold · (15 Wo.)BEF | Erstveröffentlichung: 5. Oktober 2001    |
| 2001 | Rainbows of Love        | — |                                          |
| 2002 | Unforgettable Too       | BEF3 Gold · (12 Wo.)BEF | Erstveröffentlichung: 15. November 2002  |
| 2003 | One Way Wind            | — | Erstveröffentlichung: 25. August 2003    |
| 2003 | Märchenland der Gefühle | — | Erstveröffentlichung: 17. Oktober 2003   |
| 2005 | Beautiful Life          | BEF19 (17 Wo.)BEF | Erstveröffentlichung: 14. April 2005     |
| 2006 | Als je lacht            | BEF12 Gold · (12 Wo.)BEF | Erstveröffentlichung: 17. November 2006  |
| 2008 | Tussen nu en morgen     | BEF13 (15 Wo.)BEF | Erstveröffentlichung: 4. November 2008   |
| 2010 | Parels uit de Noordzee  | BEF10 (16 Wo.)BEF | Erstveröffentlichung: 8. November 2010   |
| 2011 | Kerst met Dana Winner   | BEF16 (7 Wo.)BEF |                                          |
| 2014 | Bloom                   | BEF31 (12 Wo.)BEF | Erstveröffentlichung: 31. Oktober 2014   |
| 2016 | Puur                    | BEF1 Gold · (63 Wo.)BEF | Erstveröffentlichung: 4. März 2016       |
| 2017 | Eerste liefde           | BEF10 (18 Wo.)BEF | Erstveröffentlichung: 17. November 2017  |
| 2023 | Turn the Page           | BEF39 (8 Wo.)BEF | Erstveröffentlichung: 8. Dezember 2023   |

grau schraffiert: keine Chartdaten aus diesem Jahr verfügbar

### Kompilationen
| Jahr | Titel                        | Höchstplatzierung, Gesamtwochen, AuszeichnungChartsChartplatzierungen (Jahr, Titel, Platzierungen, Wochen, Auszeichnungen, Anmerkungen) | Anmerkungen                              |
| Jahr | Titel                        | BEF | Anmerkungen                              |
| ---- | ---------------------------- | --- | ---------------------------------------- |
| 1999 | Het beste van Dana Winner    | BEF5 Platin · (20 Wo.)BEF | Erstveröffentlichung: 29. Oktober 1999   |
| 2003 | 10 jaar – Het allerbeste van | BEF10 Platin · (28 Wo.)BEF | Erstveröffentlichung: 19. September 2003 |
| 2007 | Platinum Collection          | BEF29 (9 Wo.)BEF | Erstveröffentlichung: 30. März 2007      |
| 2012 | Best Of – 3CD                | BEF61 (49 Wo.)BEF | Erstveröffentlichung: 23. März 2012      |
| 2019 | 30                           | BEF6 (20 Wo.)BEF | Erstveröffentlichung: 27. September 2019 |

Weitere Kompilationen
- 2006: Essential Volume 2
- 2007: Wenn du lachst – Das Beste von Dana Winner
- 2010: Alle 40 goed
- 2011: Essential

### Singles
| Jahr | Titel Album                                  | Höchstplatzierung, Gesamtwochen, AuszeichnungChartsChartplatzierungen (Jahr, Titel, Album, Platzierungen, Wochen, Auszeichnungen, Anmerkungen) | Anmerkungen                                             |
| Jahr | Titel Album                                  | BEF | Anmerkungen                                             |
| ---- | -------------------------------------------- | --- | ------------------------------------------------------- |
| 1993 | Woordenloos Regenbogen                       | BEF14 (20 Wo.)BEF | Erstveröffentlichung: Februar 1993                      |
| 1993 | De oude man en de zee Regenbogen             | BEF14 (14 Wo.)BEF | Erstveröffentlichung: August 1993                       |
| 1993 | Zeven regenbogen Regenbogen                  | BEF9 (12 Wo.)BEF | Erstveröffentlichung: November 1993                     |
| 1994 | Het kleine paradijs Mijn paradijs            | BEF16 (10 Wo.)BEF | Erstveröffentlichung: Juli 1994                         |
| 1994 | Hopeloos en verloren Mijn paradijs           | BEF12 (13 Wo.)BEF | Erstveröffentlichung: November 1994                     |
| 1995 | Westenwind Mijn paradijs                     | BEF22 (11 Wo.)BEF | Erstveröffentlichung: 6. Februar 1995                   |
| 1995 | Vleugels Regen van geluk                     | BEF10 (10 Wo.)BEF | Erstveröffentlichung: 26. Juni 1995                     |
| 1995 | Regen van geluk                              | BEF9 (13 Wo.)BEF | Erstveröffentlichung: 15. September 1995                |
| 1995 | Geef de kinderen de wereld Regen van geluk   | BEF6 (9 Wo.)BEF | Erstveröffentlichung: November 1995                     |
| 1996 | Iedere keer Regen van geluk                  | BEF30 (10 Wo.)BEF | Erstveröffentlichung: 9. Februar 1996                   |
| 1996 | Het kleine dorp Waar is het gevoel           | BEF17 (6 Wo.)BEF | Erstveröffentlichung: 1. Juli 1996                      |
| 1996 | Ik hou van jou Waar is het gevoel            | BEF7 (17 Wo.)BEF | Erstveröffentlichung: 13. September 1996                |
| 1996 | Ver weg van Eden Waar is het gevoel          | BEF23 (10 Wo.)BEF | Erstveröffentlichung: 22. November 1996                 |
| 1997 | Waar is het gevoel                           | BEF42 (3 Wo.)BEF | Erstveröffentlichung: Februar 1997                      |
| 1997 | Zwoele zomer                                 | BEF14 (14 Wo.)BEF | Erstveröffentlichung: 12. Mai 1997                      |
| 1997 | Vroeger bracht je bloemen Geef me je droom   | BEF16 (8 Wo.)BEF | Erstveröffentlichung: 22. August 1997 mit Steve Hofmeyr |
| 1998 | Ik zing vandaag een lied Ergens in mijn hart | BEF39 (8 Wo.)BEF | Erstveröffentlichung: 6. November 1998                  |
| 2001 | Never Never Never Unforgettable              | BEF13 (11 Wo.)BEF | Erstveröffentlichung: 24. August 2001 mit Frank Galan   |
| 2003 | Mijn hart zingt van liefde –                 | BEF42 (3 Wo.)BEF | Erstveröffentlichung: 6. Juni 2003                      |
| 2005 | Sail Away Beautiful Life                     | BEF48 (1 Wo.)BEF | Erstveröffentlichung: 28. März 2005                     |
| 2005 | Every Night Beautiful Life                   | BEF42 (2 Wo.)BEF | Erstveröffentlichung: 5. August 2005                    |
| 2005 | Stand van de maan Beautiful Life             | BEF35 (3 Wo.)BEF | Erstveröffentlichung: 21. Oktober 2005                  |
| 2006 | Het dorp Als je lacht                        | BEF33 (7 Wo.)BEF | Erstveröffentlichung: 30. Juni 2006                     |
| 2008 | Beter van niet Tussen nu en morgen           | BEF46 (1 Wo.)BEF | Erstveröffentlichung: 24. Oktober 2008                  |
| 2016 | Weer verder gaan (Live) Puur                 | BEF6 (2 Wo.)BEF | Erstveröffentlichung: 11. Januar 2016                   |
| 2016 | Een zee vol dromen (Live) Puur               | BEF32 (2 Wo.)BEF | Erstveröffentlichung: 25. Januar 2016                   |
| 2016 | One Moment In Time (Live) Puur               | BEF24 (1 Wo.)BEF | Erstveröffentlichung: 1. Februar 2016                   |

Weitere Singles
| - 1989: Op het dak van de wereld... - 1990: Zomernachten - 1991: Adios - 1992: Balalaïka's - 1992: Wantrouwigheid - 1997: Voor altijd met jou - 1997: Ich hab’ noch 1000 Träume - 1997: Als een lied - 1998: Dann regnet es Glück - 1998: Geef me je droom - 1998: Volg je natuur - 1999: Ik mis je adem - 1999: Vrij als een vogel - 1999: Alles wat ik doe - 1999: Blijf toch wie je bent - 1999: Kind van mij - 2000: Ik doe het voor jou - 2000: Stil de storm - 2001: Licht en liefde - 2001: Moonlight Shadow - 2002: Let Your Love Flow - 2002: Plaisir d’amour (Can’t Help Falling In Love With You) - 2003: Iets heeft je zachtjes aangeraakt - 2006: Kijk om je heen | - 2007: Waar is de tijd? - 2007: Als je alles weet (mit André Hazes) - 2009: De vlinders achterna - 2010: Een lied voor kinderen - 2012: Niemand kan - 2014: The One - 2014: Hou vast - 2014: House Of Cards - 2015: Lief zo lief - 2016: Wervelwind (Live) - 2016: Beter dan je stoutste droom (Live) - 2016: Ik laat je nu maar gaan - 2016: Jij bent de zon & ik de maan - 2016: De man van mijn dromen - 2016: De liefde wint altijd - 2017: Duizend jaar - 2017: Eerste liefde, mooiste liefde - 2018: Dit wonder - 2018: Als je zingt - 2018: Vogelvrij - 2019: Waar jij ook bent - 2019: Mag ik je nog even - 2020: Alles in beweging - 2020: Thank You (Heroes of Today) |

## Videoalben
- 1999: Dana Winner Live in Vorst Nationaal
- 2000: Live Millenniumconcert
- 2001: Live in concert at Sun City
- 2003: 10 Jaar in concert
- 2005: Beautiful Life concert in Hasselt
- 2011: Dana Winner – Kerst Met (live Christmas)